# Hickok45

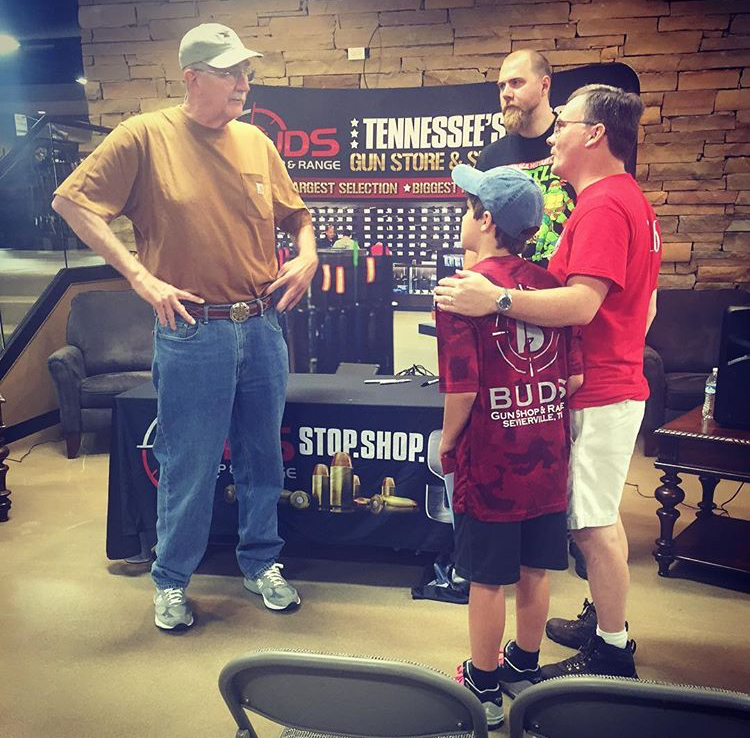
Se muestra a John y Greg Kinman con algunos de sus fans.

Hickok45 es un popular canal de YouTube, también aparecido en Full 30, que presenta videos sobre armas de fuego. Los vídeos son presentados por Greg Kinman, un profesor de secundaria de inglés retirado de Tennessee. Hickok45, LLC es también una marca registrada propiedad de Kinman. Los videos de Hickok45 muestran una amplia variedad de armas de fuego históricas y modernas, y típicamente presenta una discusión en profundidad de la historia y funcionalidad de cada arma de fuego. Sus primeros videos lo mostraban disparando armas del Viejo Oeste y llevando trajes de vaquero. Con el tiempo, amplió sus presentaciones para incluir una mayor variedad de armas, al tiempo que enfatiza la seguridad. Mientras que la mayoría de los videos incluyen a Greg, con su hijo John filmando, John también ha aparecido ocasionalmente en videos.

## Vídeos
Los vídeos de Hickok45 cubren una amplia variedad de armas, incluyendo históricas y modernas. Es conocido por  videos en los que talla calabazas o destruye sandías usando varias armas. En 2016, el canal de Youtube de Hickok45 fue cerrado dos veces, supuestamente por violar los términos de servicio de YouTube, pero finalmente se restableció.